# Rivière Soliette
Der Rivière Soliette (in Haiti) oder Arroyo Blanco (in der Dominikanischen Republik) ist ein nicht ständig wasserführender Fluss im Südwesten von Hispaniola. Weitere Namensvarianten sind Rio Blanco, Rivière Soliette, Rio Solheillet, Riviere Soleillet, Riviere Soliette und Rivière Soleillet.

## Hydrologie
Der Fluss entspringt im Massif de la Selle in Haiti und fließt nordwärts in die Dominikanische Republik. Bei der Stadt Jimaní ändert er die Flussrichtung nach Osten und mündet schließlich in den Lago Enriquillo.
Das Einzugsgebiet des Flusses umfasst rund 150 Quadratkilometer und reicht von einer Höhe von 2000 Metern über dem Meeresspiegel am Sur de Vonds Verettes bis hinunter auf 40 Meter über dem Meer an der Mündung des Flusses in den Lago Enriquillo. Das Klima ist tropisch heiß und trocken; die durchschnittliche Temperatur liegt bei 28 °C, die durchschnittliche jährliche Niederschlagsmenge beträgt 750 Millimeter im gesamten Flussgebiet, in regelmäßig auftretenden Perioden von Starkregen auch bis zu 100 Millimetern in 24 Stunden. Die durchschnittliche Abflussmenge liegt bei 0,2 Kubikmetern pro Sekunde, unterliegt jedoch von Jahr zu Jahr und auch innerhalb eines Jahres starken Schwankungen und kann rund einmal pro Jahrzehnt mehr als 500 Kubikmeter pro Sekunde erreichen.

## Ereignisse
Bei der Flutkatastrophe vom 24. und 25. Mai 2004 wurden nach Angaben des Internationalen Roten Kreuzes 393 Einwohner der Stadt Jimaní getötet, weitere 274 wurden auch zwei Monate nach der Katastrophe noch vermisst. Diese Überschwemmung wurde durch mehrtägige Regenfälle verursacht. Viele der Betroffenen waren Einwanderer, die ohne offizielle Dokumente aus Haiti gekommen waren.